# Mozambique en los Juegos Olímpicos de Los Ángeles 1984
Mozambique estuvo representado en los Juegos Olímpicos de Los Ángeles 1984 por nueve deportistas, ocho hombres y una mujer, que compitieron en dos deportes.
El equipo olímpico mozambiqueño no obtuvo ninguna medalla en estos Juegos.